# Frank / Back to Black
Frank / Back To Black es una caja recopilatoria de la cantante británica Amy Winehouse puesto a la venta el 24 de noviembre de 2008. Recopila los dos álbumes de la cantante Frank y Back to Black

## Lista de canciones
- Frank — Versión estándar

| UK edition |                                                                | |          |  |
| N.º        | Título                                                         | Escritor(es) | Duración |  |
| 1.         | «Intro"/"Stronger Than Me»                                     | Winehouse/Winehouse, Salaam Remi | 3:54     |  |
| 2.         | «You Sent Me Flying"/"Cherry»                                  | Winehouse, Felix Howard/Winehouse, Remi | 6:50     |  |
| 3.         | «Know You Now»                                                 | Winehouse, Gordon Williams, Earl "Chinna" Smith, Delroy "Chris" Cooper, Astor Campbell, Donovan Jackson                                             | 3:03     |  |
| 4.         | «Fuck Me Pumps»                                                | Winehouse, Remi | 3:20     |  |
| 5.         | «I Heard Love Is Blind»                                        | Winehouse | 2:10     |  |
| 6.         | «Moody's Mood for Love"/"Teo Licks»                            | James Moody, Eddie Jefferson, Jimmy McHugh, Dorothy Fields/Winehouse                                                                                | 3:28     |  |
| 7.         | «(There Is) No Greater Love»                                   | Isham Jones, Marty Symes | 2:08     |  |
| 8.         | «In My Bed»                                                    | Winehouse, Remi | 5:17     |  |
| 9.         | «Take the Box»                                                 | Winehouse, Luke Smith | 3:20     |  |
| 10.        | «October Song»                                                 | Winehouse, Matt Rowe, Stefan Skarbek | 3:24     |  |
| 11.        | «What It Is About Men»                                         | Winehouse, Howard, Paul Watson, L. Smith, Williams, E. Smith, Wilburn "Squiddley" Cole, Cooper, Jackson                                             | 3:29     |  |
| 12.        | «Help Yourself»                                                | Winehouse, Jimmy Hogarth | 5:01     |  |
| 13.        | «Amy Amy Amy"/"Outro" "Brother" "Mr Magic (Through the Smoke)» | Winehouse, Rowe, Skarbek/Winehouse, Remi Winehouse, E. Smith, Teodross Avery, Jackson, Campbell, Williams Winehouse, Ralph McDonald, William Salter | 13:14    |  |

- Frank — Edición Delujo

| Deluxe edition bonus disc |                                                                        |          |  |
| N.º                       | Título                                                                 | Duración |  |
| 1.                        | «Take the Box» (Original Demo)                                         | 3:26     |  |
| 2.                        | «You Sent Me Flying» (Original Demo) (included only on the UK edition) | 5:40     |  |
| 3.                        | «I Heard Love Is Blind» (Original Demo)                                | 2:13     |  |
| 4.                        | «Someone to Watch Over Me» (Original Demo)                             | 4:29     |  |
| 5.                        | «What It Is» (Original Demo)                                           | 4:45     |  |
| 6.                        | «Teach Me Tonight» (Hootenanny)                                        | 3:22     |  |
| 7.                        | «'Round Midnight»                                                      | 3:49     |  |
| 8.                        | «Fool's Gold»                                                          | 3:40     |  |
| 9.                        | «Stronger Than Me» (Later... with Jools Holland)                       | 3:53     |  |
| 10.                       | «I Heard Love Is Blind» (Live at The Concorde, Brighton)               | 2:29     |  |
| 11.                       | «Take the Box» (Live at The Concorde, Brighton)                        | 3:33     |  |
| 12.                       | «In My Bed» (Live at The Concorde, Brighton)                           | 5:37     |  |
| 13.                       | «Mr Magic (Through the Smoke)» (Janice Long session)                   | 4:05     |  |
| 14.                       | «(There Is) No Greater Love» (Janice Long session)                     | 2:38     |  |
| 15.                       | «Fuck Me Pumps» (MJ Cole Mix)                                          | 5:54     |  |
| 16.                       | «Take the Box» (Seijis Buggin' Mix)                                    | 7:48     |  |
| 17.                       | «Stronger Than Me» (Harmonic 33 Mix)                                   | 3:43     |  |
| 18.                       | «In My Bed» (CJ Mix)                                                   | 4:36     |  |

- Back To Black — Versión estándar

| Back to Black |                                                              |          |  |
| N.º           | Título                                                       | Duración |  |
| 1.            | «Rehab»                                                      | 03:34    |  |
| 2.            | «You Know I'm No Good»                                       | 04:17    |  |
| 3.            | «Me & Mr. Jones»                                             | 02:33    |  |
| 4.            | «Just Friends»                                               | 03:13    |  |
| 5.            | «Back to Black»                                              | 04:01    |  |
| 6.            | «Love Is a Losing Game»                                      | 02:35    |  |
| 7.            | «Tears Dry on Their Own»                                     | 03:06    |  |
| 8.            | «Wake up Alone»                                              | 03:42    |  |
| 9.            | «Some Unholy War»                                            | 02:22    |  |
| 10.           | «He Can Only Hold Her»                                       | 4:20     |  |
| 11.           | «Addicted (No está disponible en la edición Estadounidense)» | 02:45    |  |

- Back To Black: B-Side

| Back To Black: B-Side |                                          |          |  |
| N.º                   | Título                                   | Duración |  |
| 1.                    | «Valerie»                                | 03:53    |  |
| 2.                    | «Cupid»                                  | 03:49    |  |
| 3.                    | «Monkey Man»                             | 02:56    |  |
| 4.                    | «Some Unholy War» (Down Tempo)           | 03:17    |  |
| 5.                    | «Hey Little Rich Girl» (con Zalon y Ade) | 03:35    |  |
| 6.                    | «You're Wondering Now»                   | 02:33    |  |
| 7.                    | «To Know Him Is to Love Him»             | 02:24    |  |
| 8.                    | «Love Is a Losing Game» (Original Demo)  | 03:43    |  |

## Posicionamiento en listas
| Lista (2008)            | Mejor posición |
| ----------------------- | -------------- |
| Australian Albums       | 18             |
| France Albums           | 38             |
| Bélgica top 40 Albums   | 36             |
| Danish Albums           | 37             |
| Italian Albums          | 16             |
| UK Albums Chart         | 10             |
| Portuguese Albums Chart | 19             |
| Schweizer Albums Chart  | 20             |
| New Zeland Albums Chart | 19             |